# Otradnoïe (oblast de Kaliningrad)
Otradnoïe (en allemand : Georgenswalde)  est un village russe située dans la ville de Svetlogorsk dans l'oblast de Kaliningrad, autrefois rattachée à l'ancienne province prussienne et allemande de Prusse-Orientale. La localité, dont son nom allemand signifie « bois de Saint-Georges »,  est depuis le début du XXe siècle une importante station balnéaire et thermale, station d'importance fédérale en Russie depuis 1999.
Cette petite localité, dans le territoire est en grande partie naturelle, est logée en hauteur sur la côte de la Baltique, dans la péninsule de Sambie, près de la près de la pointe nord-ouest de la péninsule. Son territoire terrestre est entourée de forêts. 
Historiquement parlant, la ville est fondée en 1629, même si un pavillon de chasse existait alors depuis 1618, dans ce qui était alors le Brandebourg-Prusse. Développée depuis le début du XXe siècle par les différents états allemands, la localité passe sou contrôle soviétique après 1945, et devient un lieu de villégiature privilégiée pour l'élite soviétique.

## Géographie

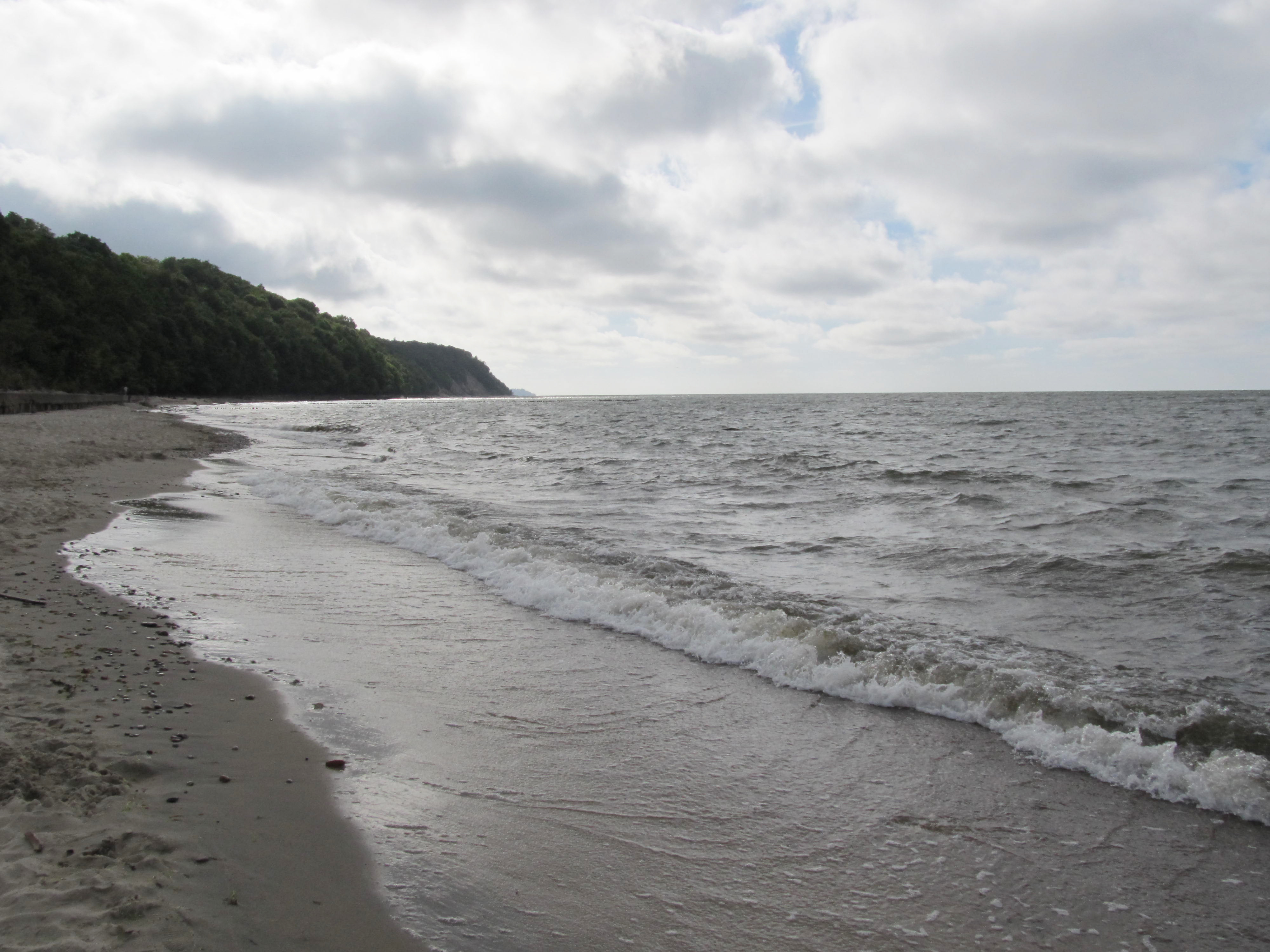
Côte Baltique.

Otradnoïe se trouve dans la région historique de Prusse, à 3 km à l'ouest de Svetlogorsk. La station balnéaire est située sur la côte Baltique de Sambie, près de la pointe nord-ouest de la péninsule. La côte abrupte est fort découpée et était entourée au sud, est et ouest de forêts.

## Histoire

### Avant 1907
Le lieu de Georgenswalde, ce qui signifie « bois de Saint-Georges », fut créé le 16 juillet 1629, lorsque cinq fermes et vingt-deux acres (296 hectares) de terres ouvertes sont offertes par l'électeur Georges-Guillaume, souverain de Brandebourg-Prusse, en tant que bien héréditaire à Caspar Cawemann, originaire du village de Warnicken (aujourd'hui : Lesnoye), en remerciement de ses fidèles services. En effet celui-ci avait sauvé la vie de son prince au cours d'une chasse à l'ours. Le nom de l'endroit provient donc possiblement du nom de baptême du prince.
Le pavillon de chasse construit en 1618 est agrandi par Cawemann qui en fait le manoir du domaine seigneural. Autrefois en Prusse-Orientale, les terres agricoles seront exploitées jusqu'à la fin de la Seconde Guerre mondiale.

### De 1907 à 1945

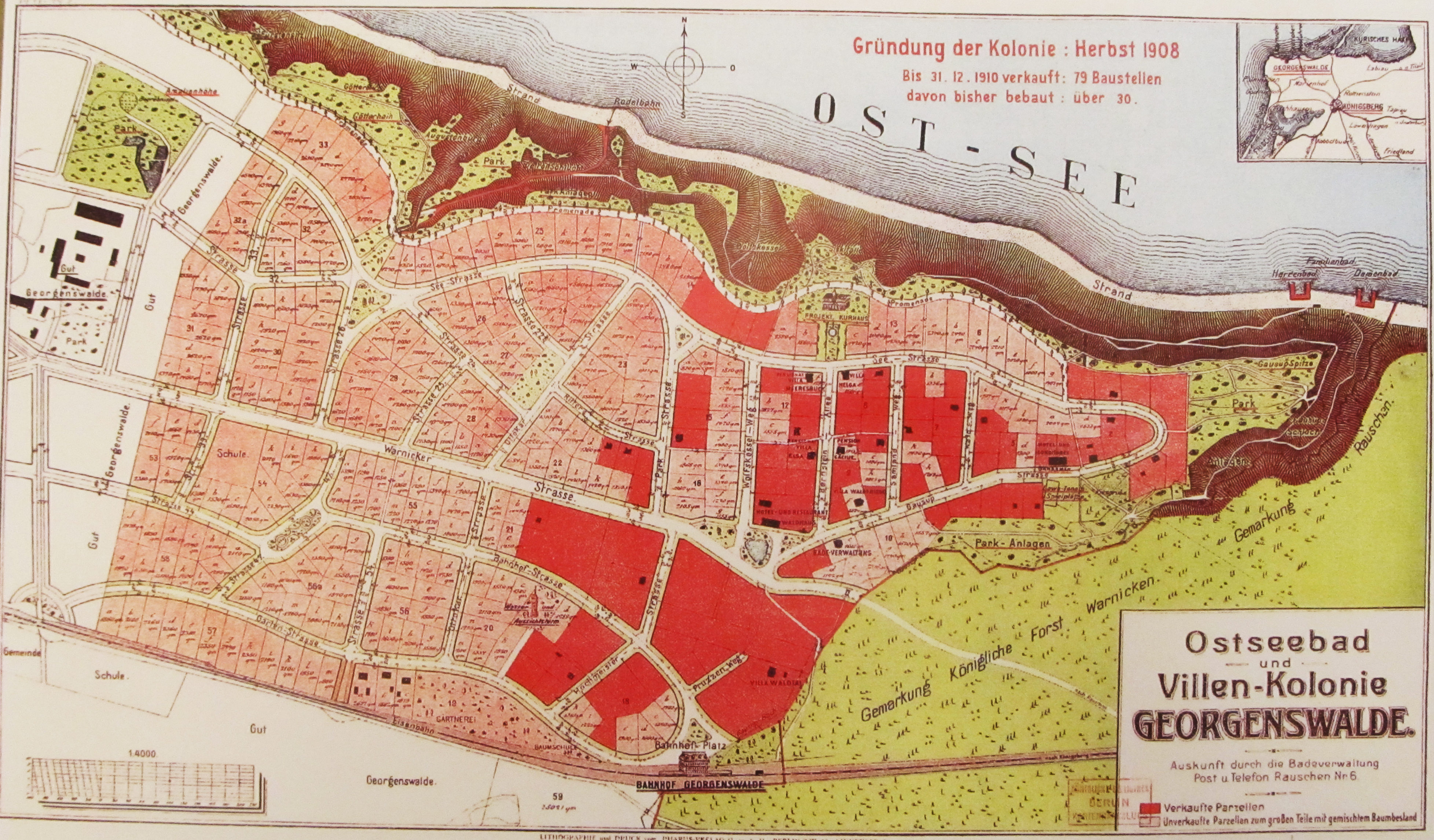
Projet du quartier de villas (1910).

En 1907, le domaine est vendu à la banque Landbank AG Berlin qui en automne 1908 commença à diviser les terres. 221 hectares continuent d'être exploitée pour l'élevage et l'agriculture, tandis que 75 hectares sont divisées en quatre-cents parcelles pour y réaliser une opération immobilière. On y construit au fil des ans de petites villas de vacances pour les habitants de Königsberg et d'autres villes de la région et on y installe une plage publique avec des installations balnéaires. Un réseau de rues et de petites places est construit. Il y a déjà seize villas construites en 1910 et la construction s'accélère à la veille de la Première Guerre mondiale avec une Kurhaus (maison balnéaire et de cure maritime) des plus modernes pour l'époque et une gare de chemin de fer qui relie la station à Königsberg (sur la ligne Königsberg-Warnicken ouverte en 1900), les prix des terrains augmentent et de nouveaux commerces et une poste s'y installent. Une école primaire ouvre en 1913 (les enfants allaient auparavant à Rauschen).

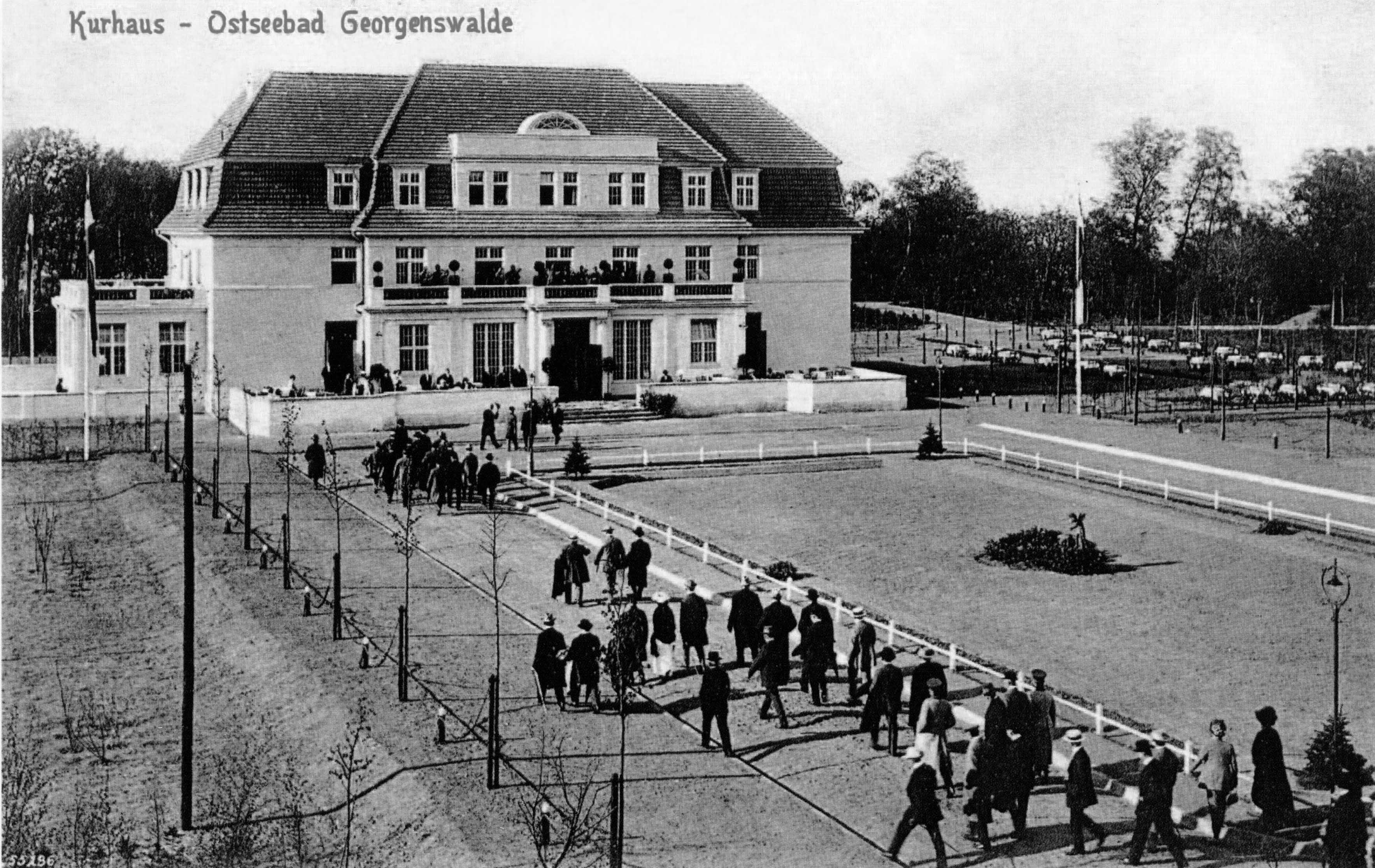
Bâtiment du spa (1919).

Après la guerre, des pensions de vacances et de petits hôtels s'ouvrent pour les vacanciers. Les rues sont asphaltées en 1928. L'endroit est prisé par la capitale est-prussienne et une clientèle bourgeoise s'y repose, même l'hiver. La station balnéaire est en constante croissance, jusqu'à la Seconde Guerre mondiale. Elle fait partie de la paroisse protestante de Sankt Lorenz (aujourd'hui : Salskoye). Elle n'est pas touchée matériellement pendant les cinq premières années de la guerre. Ce n'est qu'à partir de l'été 1944, avec les bombardements anglais de fin juillet qui détruisent totalement Königsberg que les hôpitaux et les cliniques de la capitale est-prussienne sont évacuées, dont une partie à Georgenswalde, notamment dans les hôtels Vier Jahreszeiten et Samlandheim, et que ses habitants y trouvent refuge. L'arrivée de réfugiés fuyant le front de l'est transforme aussi La petite ville à l'automne 1944. Après une première incursion de l'Armée rouge en février 1945, Georgenswalde est finalement prise au soir du 14 avril 1945. La station balnéaire est alors presque intacte et beaucoup d'habitants ont déjà fui.

### Après 1945
Après la guerre, la localité est renommée Otradnoïe (ce qui signifie réjouissant, agréable, en russe) et le reste de ses habitants est expulsé pour laisser la place à de nouvelles populations venues de l'Union soviétique. Les falaises, qui étaient stabilisées depuis les années 1920, grâce à des travaux de protection permettaient d'avoir une plage de dix à quarante mètres de profondeur. L'entretien ayant cessé depuis 1945, la plage ne fait plus aujourd'hui que de cinq à dix mètres.

## Tourisme
- Hôtellerie

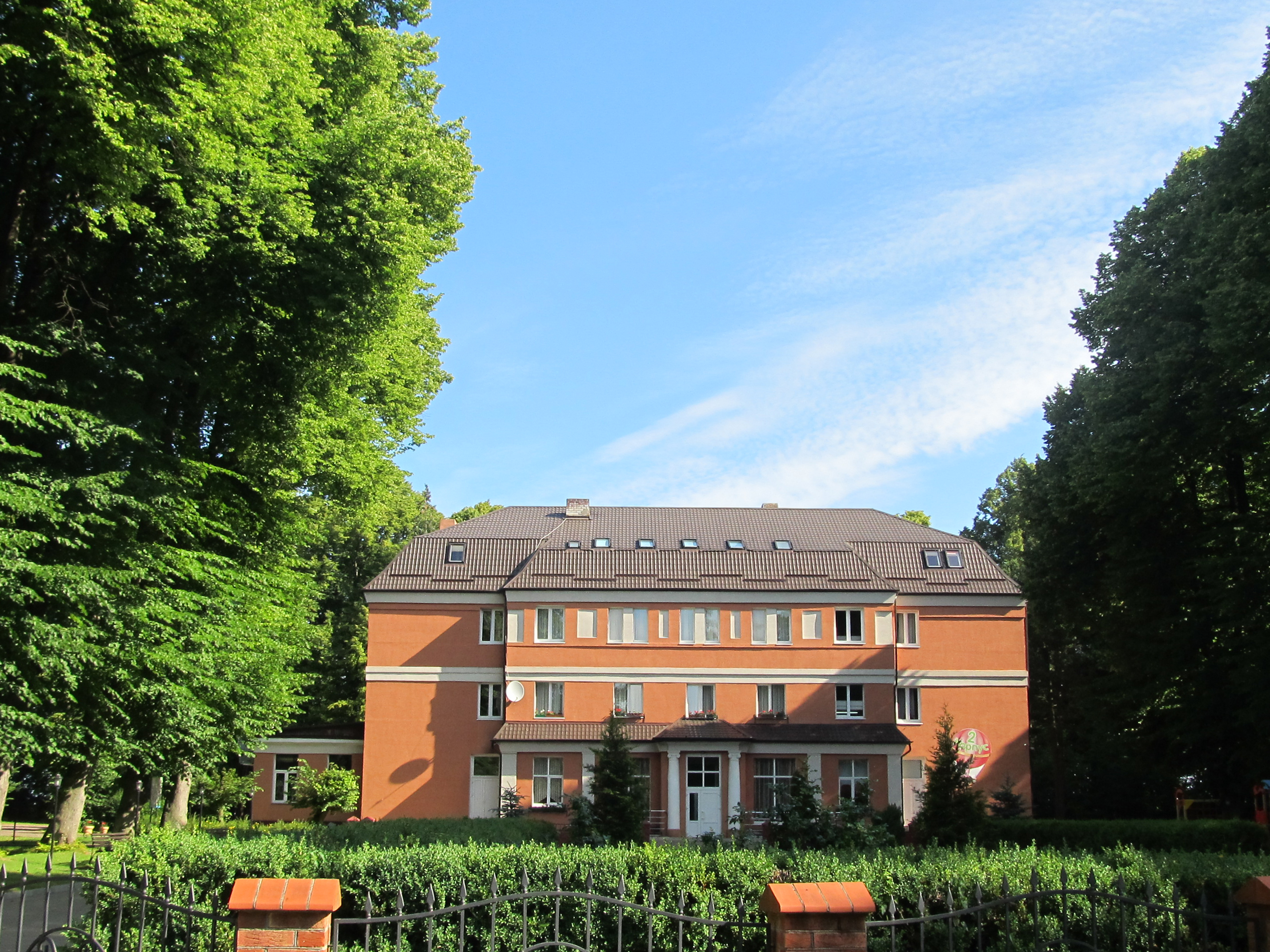
Sanatorium.

Otradnoïe est une petite station balnéaire prisée des habitants de Kaliningrad. On y trouve des établissements de cures, des sanatoriums (nom donné par les Russes pour des établissements hôteliers avec services de cure thermale gérés autrefois par des entreprises collectives ou des ministères pour leurs employés) et quelques petits hôtels.
- Culture

Un musée dédié au sculpteur Hermann Brachert (1890-1972) a été ouvert en 1993 dans son ancienne cabane d'été, 7 rue Tokarev.

## Transport
La ligne ferroviaire de Svetlogorsk à Primorsk, via Otradnoïe, est hors service depuis 2006. La station est joignable par la route et par des lignes régulières d'autobus à partir de Svetlogorsk.

## Source
- (de) Cet article est partiellement ou en totalité issu de l’article de Wikipédia en allemand intitulé « Otradnoje (Swetlogorsk) » (voir la liste des auteurs).